# Богдан Хмельницький (срібна монета 1995)
«Богда́н Хмельни́цький» — срібна ювілейна монета номіналом 1000000 карбованців, випущена Національним банком України. Присвячена 400-річчю з дня народження Богдана Хмельницького — гетьмана України, видатного державного, політичного і військового діяча XVII століття, який вніс значний внесок у становлення української державності в один з найдраматичніших періодів визвольної війни українського народу в 1648—1654 роках.
Монету введено в обіг 21 червня 1996 року. Вона належить до серії «Видатні особистості України».

## Опис та характеристики монети
| Номінал карб. | Метал            | Маса, грам    | Діаметр, мм. | Якість виготовлення | Гурт     | Тираж, штук |
| ------------- | ---------------- | ------------- | ------------ | ------------------- | -------- | ----------- |
| 1 000 000     | срібло 925 проби | 15,55 / 16,81 | 33,0         | пруф                | рифлений | 10 000      |

### Аверс
На аверсі монети в центрі кола, утвореного намистовим узором, знаходиться зображення малого Державного Герба України в обрамленні з двох боків гілками калини. Над гербом розміщена дата 1996 — рік карбування монети, під гербом — у два рядки по колу напис «1 МІЛЬЙОН», який позначає номінальну вартість монети (число 1000000 розміщено в розриві намистового узору). Між зовнішнім кантом і намистовим узором вгорі по колу напис «УКРАЇНА», унизу «КАРБОВАНЦІВ». Ліворуч і праворуч від цифри 1 розміщені позначення і проба дорогоцінного металу «Ag 925» та його вага у чистоті «15,55». Зовнішній кант виступає над поверхнею монети.

### Реверс

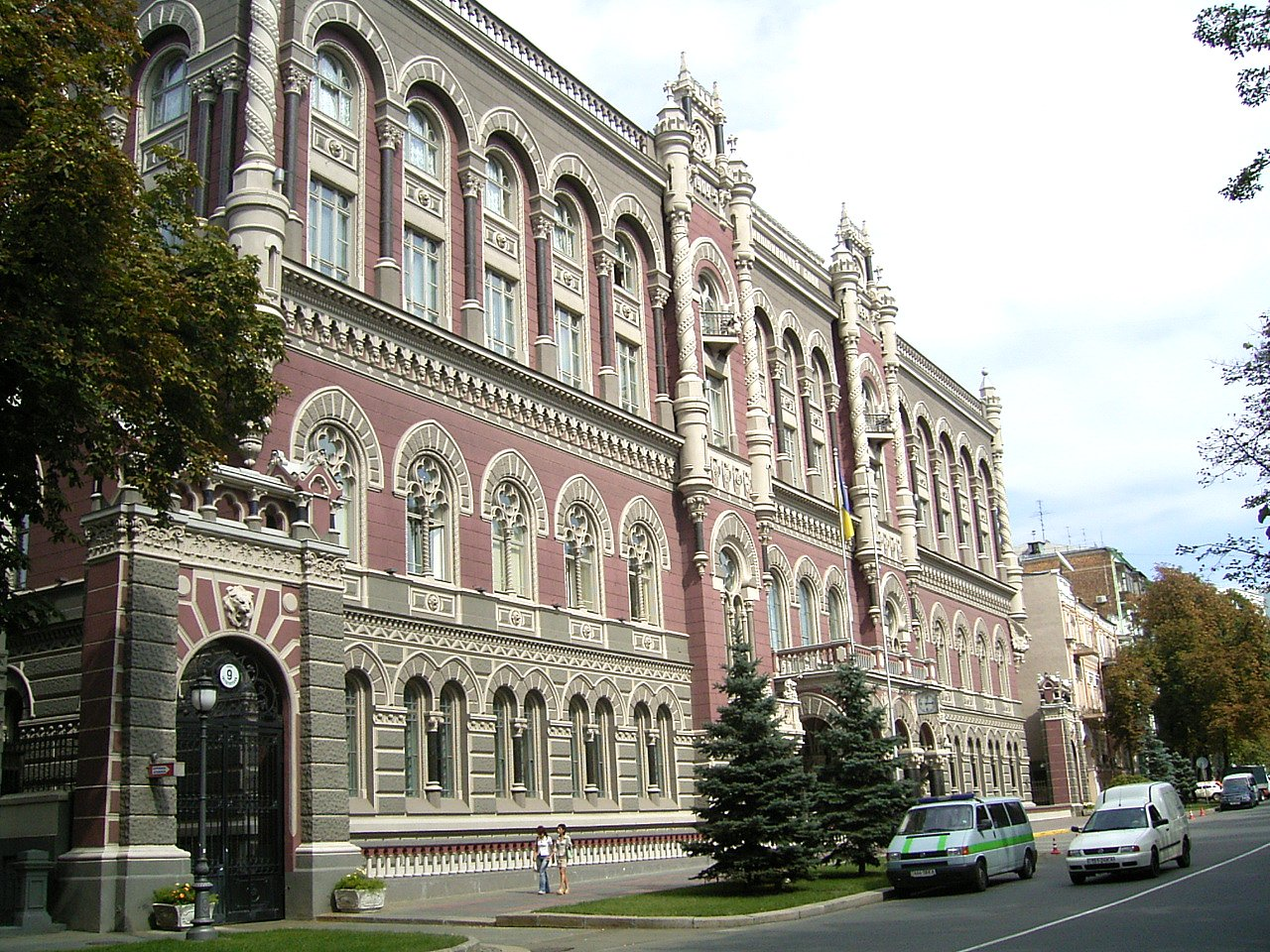
Будівля Національного банку України

На реверсі монети в центрі розміщено фотографічне зображення пам'ятника Богдану Хмельницькому на Софійському майдані в Києві. По колу монети написи: ліворуч «БОГДАН», праворуч від пам'ятника «ХМЕЛЬНИЦЬКИЙ», «1595-1657» на фоні постаменту.

## Автори
- Художник — Івахненко Олександр.
- Скульптор — Хазов Олександр.

## Вартість монети
Ціна монети — 322 гривні, була зазначена на сайт Національного банку України 2011 року.
Фактична приблизна вартість монети, з роками змінювалася так:
| Рік        | 2010 | 2011 | 2012 | 2013 | 2014 | 2015 | 2016  | 2017  | 2018  | 2019  | 2020  | 2021  | 2022  | 2023  | 2024  | 2025  |
| ---------- | ---- | ---- | ---- | ---- | ---- | ---- | ----- | ----- | ----- | ----- | ----- | ----- | ----- | ----- | ----- | ----- |
| Ціна, грн. | 900  | 900  | 900  | 800  | 520  | 550  | 1 000 | 1 100 | 1 100 | 1 800 | 2 100 | 2 600 | 2 400 | 1 950 | 5 200 | 5 900 |